# 北川
北川（きたがわ）は、滋賀県北西部および福井県南西部を流域とする河川。一級水系の本流である。
1981年（昭和56年）以来、近畿地方整備局管内（当初は近畿地方建設局）の一級河川水質ランキング1位を保っており、「魚がのぼりやすい川づくり推進モデル河川」として整備されている。

## 名称の由来
2つの説があり、定かではない。
- 河口に位置する小浜城の北に流れていたので、そのように呼ばれたといわれる。
- 丹波方面より流れてくる南川に対して、北川と呼ばれるようになったともいわれる。

## 地理
福井県・滋賀県の県境に位置する三十三間山の東麓（滋賀県高島市今津町狭山）に発し、県境の滋賀県側を南下。国道303号が近づくと西へ流れを転じ県境を越え、小浜市街地の福井県小浜市城内と小浜市雲浜の境界から小浜湾に注ぐ。

## 災害
- 1953年9月25日 - 台風13号の接近に伴い集中豪雨。北川の本流、支流で氾濫が発生して1896年以来の大水害となった。死傷者が多数出たほか、川沿いの田畑がほとんど全滅に近い被害を受ける[2]。

## 流域の自治体
滋賀県
高島市
福井県
三方上中郡若狭町、小浜市

## 主な支流
市町村名は流域の自治体。
- 天増川（滋賀県高島市）源流
- 寒風川（滋賀県高島市）
- 河内川（福井県三方上中郡若狭町）
- 鳥羽川（福井県三方上中郡若狭町）
- 野木川（福井県三方上中郡若狭町）
- 遠敷川（福井県小浜市）
- 江古川（福井県小浜市）

## 並行する交通

### 鉄道
- 西日本旅客鉄道（JR西日本）小浜線（上中駅 - 小浜駅）：京阪神～小浜・若狭地域の短絡路として、国道303号沿いに近江今津駅（湖西線） - 上中駅（小浜線）間を結ぶ琵琶湖若狭湾快速鉄道が一時計画された。

### 道路
- 国道303号（若狭街道）
- 国道27号